# Estuaire
Estuaire er den folkerigeste af Gabons ni provinser, og har et område på 20.740 km2. Provinshovedstaden er byen Akanda, men den største by er Libreville, Gabons nationale hovedstad. Provinsen er opkaldt efter Gabons flodmunding, som ligger i hjertet af provinsen.
Estuaire ligger i det nordvestlige hjørne af Gabon, og grænser mod vest til kysten af Guineabugten. Mod nord grænser Estuaire op til to provinser i republikken Ækvatorialguinea: Litoralprovinsen i nordvest og Centro Surprovinsen i nordøst. Indenrigs grænser det op til følgende provinser:
- Woleu-Ntem – øst
- Moyen-Ogooué – syd-sydøst
- Ogooué-Maritime – sydvest

## Departementer
Estuaire er opdelt i 5 departementer:
- Komodepartement (Kango)
- Komo-Mondah departement (Ntoum)
- Noyadepartementet (Cocobeach)
- Komo-Océan departement (Ndzomoe)
- Libreville (departement og Gabons hovedstad)